# Ахлорхидрија
Ахлорхидрија или хипохлорхидрија (лат. Achylia gastrica)   неуобичајено је  стања у коме је производња хлороводоничне киселине у желуцу одсутна или смањена. Ахлорхидрија је обично секундарна у односу на основно здравствено стање.
Желудачна киселина је течност коју лучи желудац. Састоји се од хлороводоничне киселине, калијум и натријум хлорида. Хлороводонична киселина игра интегралну улогу у варењу хране и штити  тело од патогена који се уносе храном или водом. Ћелије које облажу желудац су углавном укључене у његову производњу.   
У ахлорхидрији желудачни сокови пацијената у себи садржи премало или уопште не садрже хлороводоничну киселину. Као последица тога, поремећена је апсорпција супстанци као што је гвожђе што може да резултује пернициозном анемијом. Лечење се састоји од дијеталних процедура и уноса витамина Б12.

## Дефиниције
Прво, ахлорхидрија је дефинисана вршним излучивањам киселине као одговором на максимално ефикасан стимулус који резултује интрагастричним пХ већим од 5,09 код мушкараца и већим од 6,81 код жена. 
Друго, ахлорхидрија је  дефинисана максималним вршним излучивањам  киселине мањим од 6,9 м/мол/х код мушкараца и мањим од 5,0 м/мол/х код жена. 
Треће, ахлорхидрија је дефинисана као однос серумског пепсиногена I/пепсиногена II мањи од 2,9.
Неколико здравствених стања и специфичне операције желуца могу довести до ахлорхидрије Акхлорхидрија је повезана са интестиналном метаплазијом слузокоже желуца, што може довести до дисплазије, па се сврстава у премалигна стања.

## Епидемиологија
Установљена је јасна веза између старења и ахлорхидрије. Студије из Европе су објавиле да се преваленција ахлорхидрије креће у распону од 1%  до 4,7% код здравих особа.
Раса
Није пријављено да ахлорхидрија различито утиче на различите расе. 
Социјално порекло
Релативна преваленција Хеликобактера пилори код појединаца различитог социоекономског порекла могла би да промени ову повезаност.
Пол
Демографски подаци показују једнаку преваленцију ахлорхидрије међу мушкарцима и женама.
Старост
Многе студије су указивале на поремећено лучење киселине у односу на старење. Ова веза се углавном примећује код људи са симптомима гастроинтестиналног тракта. Према извештају Сегала и сарадника на 1590 пацијената, инциденција ахлорхидрије је била 19% у петој деценији живота и 69% у осмој деценији живота. 
Повећана стопа ахлорхидрије је такође повезана са порастом учесталости рака желуца. Ови налази се могу објаснити већом преваленцијом Хеликобактер пилори код старијих особа.
Слично, студија  из Данске је показала да се учесталост ахлорхидрије код пацијената брзо повећала са 1,8% у петој деценији на 18,5% у осмој деценији.

## Етиологија
Ахлорхидрија се може развити као последица следећих стања:

### Дејства антитела на антипаријеталне ћелије
Антитела усмерена против унутрашњег фактора желуца резултују недостатком кобаламина (ово стање се зове пернициозна анемија) .
Два типа антитела против унутрашњег фактора су:
- антитела која блокирају везивање кобаламина за интринзични фактор и

- антитела која блокирају везивање комплекса интринзичног фактор-кобаламин за илеалне рецепторе.

Клинички, високо специфична антитела на интринзични фактор налазе се код око 70% пацијената са пернициозном анемијом. 
Друга компонента пернициозне анемије је хронични атрофични гастритис који доводи до пада производње унутрашњег фактора. Хронични атрофични гастритис у пернициозној анемији је такође повезан са повећаним ризиком од карцинома црева и карциноидних тумора желуца. 
Клинички фактори повезани са аутоимуним гастритисом поред недостатка витамина Б-12 укључују целијакију, неуролошке симптоме и позитивну породичну анамнезу.
Пернициозна анемија се јавља у комбинацији са другим аутоимуним поремећајима.  У једној студији, аутоимуни поремећаји штитне жлезде су примећени код 24% од 162 пацијената са пернициозном анемијом. У овом стању, хистологију фундуса карактерише тешка атрофија жлезде. Деведесет посто пацијената има антитела усмерена против Х + /К +  -АТПазне пумпе. Код ових пацијената, ахлорхидрија доводи до изражене хипергастринемије (>1000 пг/мЛ) са накнадном хиперплазијом желудачних ЕЦЛ ћелија. Карциноидни тумори желуца се развијају код 3-5% пацијената.
Антитела паријеталних ћелија налазе се код 20% пацијената са дијабетесом типа 1, што означава аутоимуни гастритис, ахлорхидрију и пернициозну анемију. Ово стање може довести до пролиферације ЕЦЛ ћелија и карциноидних тумора желуца.

### Хронична инфекција желуца Хеликобактером пилори
ЕЦЛ ћелије у слузници желуца контролишу лучење киселине ослобађањем хистамина након стимулације гастрином. Током хроничне инфекције Хеликобактером пилори, ослобађају се проинфламаторни цитокини, као што су интерферон (ИФН)-алфа и фактор некрозе тумора (ТНФ)-алфа. Ово ослобађање цитокина може утицати на ЕЦЛ ћелије нарушавањем њихове секреторне функције и довести до ахлорхидрије и последично рака желуца преко ЕЦЛ хиперплазије повећаном стимулацијом гастрином.
Хронична инфекција желуца Хеликобактером пилори  изазива гастритис, најизраженији у телу желуца, и доводи до дубоког супресије секреције желудачне киселине.
Релативно недавне студије су показале повезаност између инфекције у детињству са Х пилори и ниског серумског гвожђа и хипохлорхидрије.

### Терапија инхибиторима протонске пумпе
Употреба ППИ мења улогу гастрина у одржавању гастричне хомеостазе и контроли лучења киселине. Дубока супресија желучане киселине повезана је са прекомерним растом бактерија, ентероинфекцијама и хипергастринемијом.
Желудац у мишјим моделима  са инактивираним паријеталним ћелијама касније развија  ахлорхидрију. Ахлорхидрија стимулише антралне Г ћелије да ослобађају гастрин. Гастрин, заузврат, стимулише оксинтичну слузокожу, што на крају може довести до хиперплазије ЕЦЛ ћелија. У овим моделима примећен је прекомерни раст бактерија и интестинална метаплазија која доводи до тумора желуца. Даље, поремећај хомеостазе гастрина (и прекурсора гастрина) који доводи до колоректалне карциногенезе је испитан у овим моделима.

### Остали узроци
- Гастрични бајпас, или  операција искључивања желуца која се изводи код пацијената са масивном гојазношћу како би се смањио унос хране. Истраживања показују да излучивање киселине које није пуферовано храном у искљученом желуцу доводи до смањеног лучења гастрина, што доводи до ахлорхидрије код таквих пацијената.
- Ендокрини тумор који обично настају из бета-панкреасних ћелија и лучи вазоактивни интестинални пептид. Може бити повезано са МЕН1. Огромне количине ВИП секрета изазивају водену дијареју, хипокалемију, ахлорхидрију, вазодилатацију, хиперкалцемију и хипергликемију.
- Хипотиреоза (неактивна штитна жлезда): у којој хормон штитне жлезде игра улогу у лучењу хлороводоничне киселине, па хипотиреоза може довести до ахлорхидрије.
- Зрачење желуца: може изазвати ахлорхидрију.
- Рак желуца: доводи до о ахлорхидрије.

## Патофизиологија
Паријеталне ћелије које облажу зид желуца су од виталног значаја за одржавање киселог пХ желуца. Они то раде уз помоћ водоник-калијум АТПазне пумпе (ХКА пумпе) која потискује калијум и водоник назад у желудац. Да би пумпа радила, јони калијума морају да уђу назад у желудац кроз апикалну мембрану. Апикална мембрана је обложена калијум-селективним каналима који су одговорни за ефлукс калијумових јона. Они се називају унутрашњи канали исправљача. 
Утврђено је да циљано брисање гена било које од подјединица доводи до ахлорхидрије. Студија је показала да они играју суштинску улогу у секрецији желудачне киселине тако што одржавају снабдевање луминалним калијумом како би пумпа ХК-АТПазе била функционална. У истој студији, дисфункција КЦНК1 је такође изазвала развој неоплазије желуца независно од инфекције Х. Пилори (секундарно након ахлорхидрије). Према томе, свако оштечење паријеталних ћелија на било који начин (антитела, операција, лекови) може довести до ахлорхидрије која даље активира вишеструке каскаде догађаја који могу довести до пролиферације бактерија, симптоме од стране гастроинтестиналног тракта па чак и рак желуца.

## Клиничка слика
Без обзира на узрок, ахлорхидрија може резултовати као компликације прекомерног раста бактерија и цревне метаплазије, а симптоми су често у складу са овим болестима:
- гастроезофагеална рефлуксна болест,[17]
- нелагодност у стомаку
- рано засићење
- губитак тежине
- дијареја
- затвор
- абдомена надимање
- анемија
- инфекција стомака
- малапсорпција хране
- карцином желуца

Пошто кисели пХ олакшава апсорпцију гвожђа, пацијенти са ахлорхидријом често развијају анемију због недостатка гвожђа. Кисело окружење желуца помаже претварању пепсиногена у пепсин, што је веома важно у варењу протеина у мање компоненте, као што је сложени протеин у једноставне пептиде и аминокиселине унутар желуца, које касније апсорбује гастроинтестинални тракт.
Прекомерни раст бактерија и недостатак Б12 (пернициозна анемија) могу изазвати недостатке микронутријената који резултују  различитим клиничким неуролошким манифестацијама:
- визуелне промене,
- парестезије,
- атаксија,
- слабост удова, п
- оремећај хода,
- поремећај памћења,
- халуцинације и
- промене личности и расположења.

Код алхлорхидрије повећан је и ризик од одређених инфекција. 
Чак и без прекомерног раста бактерија, низак ниво желудачне киселине (висок пХ) може довести до недостатака у исхрани кроз смањену апсорпцију основних електролита (магнезијум, цинк, итд.) и витамина (укључујући витамин Ц, витамин К и Б комплекс витамина). Такви недостаци могу бити укључени у развој широког спектра болести, од прилично бенигних неуромускуларних проблема до болести опасних по живот.

## Терапија
Лечење се фокусира на решавање основног узрока симптома.
Лечење гастритиса који доводи до пернициозне анемије састоји се од парентералне ињекције витамина Б-12. Придружена имунолошки посредована стања (нпр. дијабетес мелитус зависан од инсулина, аутоимуни тироидитис) такође треба лечити. Међутим, лечење ових поремећаја нема познати ефекат у лечењу ахлорхидрије.
Ахлорхидрија повезана са инфекцијом Хеликобацтер пилори може реаговати на терапију ерадикације Х. пилори, иако наставак лучења желудачне киселине може бити само делимичан и не може увек да преокрене стање у потпуности.
Антимикробни агенси, укључујући метронидазол, амоксицилин/клавуланат калијум, ципрофлоксацин и рифаксимин, могу се користити за лечење прекомерног раста бактерија.
Ахлорхидрија која је резултат дуготрајне употребе инхибитора протонске пумпе (ППИ) може се лечити смањењем дозе или повлачењем из употребе ових препарата.

## Прогноза
Прекомерни раст бактерија у танком цреву је хронично стање. Поновни третман може бити потребан једном у у периоду од 1 до 6 месеци. Постоје извештаји о циклусу употребе антибиотика како би се смањио ризик од резистенције на антибиотике.

### Морталитет/морбидитет
Неколико стања повезаних са ахлорхидријом доводи до повећања морталитета и морбидитета. Конкретно, ахлорхидрија је повезана са следећим главним последицама:
- рак желуца,
- прелом кука и
- прекомерни раст бактерија.

Карциноидни тумори
Ахлорхидрија је важан узрок хипергастринемије, која касније може довести до развоја карциноидних тумора гастроинтестиналног тракта.
У извештају Америчког друштва за рак, око 5.000 карциноидних тумора се дијагностикује сваке године у Сједињеним Америчким Државама. Статистике Националног института за рак показују да приближно 74% ових тумора потиче из ГИ тракта, док 8,7% свих ентеричних карциноидних тумора потиче из желуца.
Морталитет специфичан за карциноидни тумор желуца је претходно проучаван и гласи: 
- 5-годишње преживљавање је 64% са локализованом болешћу,
- 40% са регионалном болешћу и
- 10% са удаљеним ширењем болести.

Прелом кука
Дуготрајна терапија инхибиторима протонске пумпе, посебно у високим дозама, повезана је са повећаним ризиком од прелома кука. Стопа морталитета током прве године након прелома кука је 20%. Међу онима који преживе, 1 од 5 пацијената захтева негу у дому за старе.